# Wilhelm Meyer (Philologe)

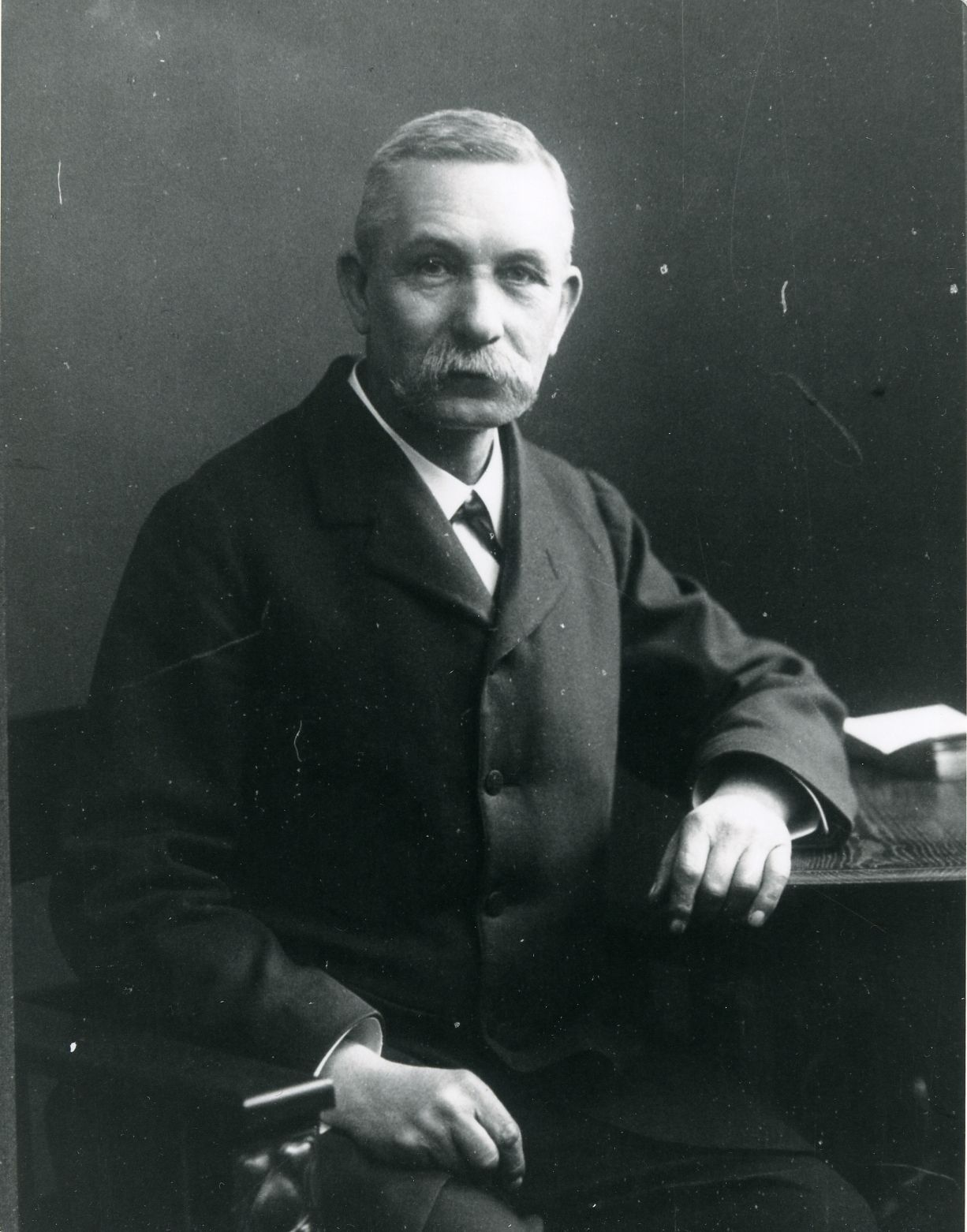
Wilhelm Meyer aus Speyer

Wilhelm Meyer (* 1. April 1845 in Speyer; † 9. März 1917 in Göttingen), genannt „Wilhelm Meyer aus Speyer“, war ein deutscher klassischer Philologe, mittellateinischer Philologe und Bibliothekar. Er gehört zu den Begründern der mittellateinischen Philologie in Deutschland.

## Leben
Meyer studierte ab 1863 in Würzburg und dann München klassische Philologie, vor allem bei Karl Halm. Ab 1872 arbeitete er an der Katalogisierung der lateinischen Handschriften der Hof- und Staatsbibliothek in München, deren Direktor Halm war, und wurde dort 1875 als Bibliothekssekretär angestellt. Am 23. Februar 1882 erhielt er den Ehrendoktortitel der Friedrich-Alexander-Universität Erlangen, vier Jahre später, 1886, ging er als ordentlicher Professor für klassische Philologie an die Universität Göttingen, setzte aber mit den Beständen der dortigen Universitätsbibliothek die Handschriftenkatalogisierung fort. Der Philologisch-Historische Verein Göttingen im Naumburger Kartellverband ernannte ihn zum Ehrenmitglied. Zwischen 1889 und 1895 war er von Lehrveranstaltungen entbunden, um auf Anregung Friedrich Althoffs einen Plan zur Katalogisierung aller Handschriften in preußischen Bibliotheken zu entwerfen, dessen vollständige Umsetzung dem Ministerium aber undurchführbar erschien, zumal Meyer auch mit seinen Editionsverpflichtungen gegenüber den Monumenta Germaniae Historica in Rückstand geraten war.
In Lehre und Forschung widmete sich Meyer fortan ausschließlich der mittellateinischen Philologie und war zusammen mit Ludwig Traube in München der erste Hochschullehrer dieser Disziplin in Deutschland. Er war Mitglied der Bayerischen und der Göttinger Akademie der Wissenschaften.
Bei seinen Forschungen zur antiken Metrik beschäftigte er sich u. a. mit der Entwicklung des Hexameters. Beim Vergleich der Werke Homers mit denen der dichtenden hellenistischen Gelehrten fand er die metrischen Gesetzmäßigkeiten heraus, durch die sich das verfeinerte Versmaß der Späteren von den Hexametern der Früheren unterscheidet. Es sind dies die nach ihm benannten Wilhelm-Meyerschen Hexametergesetze:

Regeln der alexandrinischen Dichter, welche ich hier nachweisen will, sind die drei folgenden: 
1. der Trochäus und der Daktylus im zweiten Fusse darf nicht durch den Schluss eines drei- oder mehrsilbigen, im 1. Fusse beginnenden Wortes gebildet werden ; 
2. die männliche Caesur im dritten Fusse darf nicht durch ein zweisilbiges jambisches Wort gebildet werden; 
3. wenn die dritte Hebung Wortschluss und männliche Caesur bildet, so darf nicht auch die fünfte Hebung Wortschluss mit männlicher Caesur bilden. 
Alle 3 Regeln sind z. B. verletzt in dem ersten Vers der Iliade und bei Kallimachus VI, 91: Μήνιν άειδε θεα Πηληϊάδεω Αχιλλος. Ως δε Μίμαντι χιών ως αελίω ένα πλαγγών. Diese Regeln finden sich vor der Zeit der Alexandriner nicht beachtet.

Meyer war mit Pauline Riefstahl verheiratet. Ihr Sohn Rudolf  Meyer Riefstahl  wurde ebenfalls klassischer Philologe und Mediävist.

## Schriften (Auswahl)
- Zur Geschichte des griechischen und des lateinischen Hexameters. 1884.
- Gesammelte Abhandlungen zur mittellateinischen Rhythmik. 3 Bände. 1905–1936.